# Джейсон Ламі-Шаппюї
Джейсон Ламі-Шаппюї (фр. Jason Lamy-Chappuis; нар. 9 вересня 1986) — французький лижний двоборець, олімпійський чемпіон та чемпіон світу.
Джейсон Ламі-Шаппюї народився в США. Батько його француз, мати — американка. До 5 років він разом із родиною жив у Сполучених Штатах. Потім родина перебралася до Франції у селище Буа-д'Амон. Перші змагання з лижних перегонів для Джейсона відбулися ще в США, а стрибати з трампліна від розпочав у 1991 році. З сезону 1999/2000 року він розпочав виступи в лижному двоборстві.
Найбільший успіх до Ламі-Шаппюї прийшов на Олімпіаді у Ванкувері, де спортсмен виборов золоті медалі та звання олімпійського чемпіона в змаганнях, що включали стрибки з нормального трампліна й 10 км гонку переслідування.
Крім олімпійського успіху в активі Ламі-Шаппюї дві медалі чемпіонату світу 2009 року, що проходив у Ліберці та численні перемоги на етапах кубка світу. За підсумками сезону 2009/2010 Ламі-Шаппюї виграв Великий кришталевий глобус.